# Иванова, Анастасия Поликарповна
Анастасия Поликарповна Иванова (29 апреля 1905 — 3 ноября 1985) — передовик советского сельского хозяйства, скотник-пастух племенного молочного совхоза «Караваево» Министерства совхозов СССР, Костромского района Костромской области, Герой Социалистического Труда (1949).

## Биография
Родилась 29 апреля 1905 года в деревне Пустошки (ныне — Костромского района Костромской области) в многодетной крестьянской семье.
Завершила обучение в начальной школе. Рано начала трудиться, работать стала скотницей в племсовхозе «Караваево».
В 1930 году была выведена новая порода коров. Задача перед животноводами племсовхоза была вывести надои этих коров на высокий уровень. В обязанности скотника входило чистить, готовить корма для коров. Иногда была необходимость подменить доярок.
Во время Великой Отечественной войны животноводы продолжали работать со стадом. Делали всё возможное чтобы сохранить новую породу. В 1944 году порода была утверждена как костромская.
По итогам работы в 1948 году от каждой закреплённой коровы было получено по 6564 килограмма молока.
Указом Президиума Верховного Совета СССР от 12 июля 1949 года за получение высоких результатов в сельском хозяйстве и рекордные показатели в животноводстве Анастасии Поликарповне Ивановой было присвоено звание Героя Социалистического Труда с вручением ордена Ленина и золотой медали «Серп и Молот».
Продолжала и дальше трудиться в сельском хозяйстве. Ежегодно увеличивала показатели производимой продукции. Была ещё дважды представлена к Ордену Ленина.
Потеряла на фронте мужа, пришлось одной воспитывать и поднимать четверых детей.
Умерла 3 ноября 1985 года. Похоронена на кладбище села Костенево.

## Награды
За трудовые успехи была удостоена:
- золотая звезда «Серп и Молот» (12.07.1949)
- три ордена Ленина (12.07.1949, 16.10.1950, 04.03.1953)
- другие медали.